# Gongora latibasis
Gongora latibasis là một loài thực vật có hoa trong họ Lan. Loài này được (C.Schweinf. & P.H.Allen) Jenny mô tả khoa học đầu tiên năm 1993.